# Viša sila
Viša sila (lat. vis maior), događaj koji se nije mogao predvidjeti u trenutku sklapanja ugovora i na koji ugovorne strane objektivno ne mogu i nisu mogle utjecati (događaj mora biti za subjekt neočekivan, izvanredan, nepredvidiv), npr. ratno stanje, štrajk, elementarne nepogode i sl. Djelovanje više sile u građanskom pravu sastoji se u tome što njezino postojanje u pravilu isključuje odgovornost za štetu.